# جراسيليا تشتشيلنسكي
جراسيليا تشتشيلنسكي (بالإنجليزية: Graciela Chichilnisky)‏ هي عالمة اقتصاد رياضي أميركية أرجنتينية، وخبيرة في مجال التغير المناخي، وبروفيسورة في الاقتصاد تعمل لدى جامعة كولومبيا. كما شاركت بتأسيس شركة Global Thermostat (الترموستات العالمي)، وتشغل الآن منصب المديرة التنفيذية.

## خلفيتها وتعليمها
وُلدت تشتشيلنسكي في مدينة بوينس آيريس الأرجنتينية، وهي ابنة عائلة يهودية هاجرت من روسيا. أغلقت القوات العسكرية الأرجنتينية الكليات العلمية في جامعة بوينس آيريس بقسوة ووحشية، وذلك عقب انقلاب عسكري سُمي بالثورة الأرجنتينية. لذا هاجرت تشتشيلنسكي من الأرجنتين إلى الولايات المتحدة الأميركية، حيث حصلت على منحة دراسة من مؤسسة فورد. قُبلت تشتشيلنسكي في برنامج الدكتوراه باختصاص الرياضيات ضمن معهد ماساتشوستس للتكنولوجيا بالرغم من عدم امتلاكها شهادة بكالورويوس. فانتقلت إلى جامعة كاليفورنيا بيركلي عام 1968، وأكملت درجة الدكتوراه في الرياضيات عام 1970، تحت إشراف جيرولد إي. مارسدن. وحصلت على شهادة دكتوراه ثانية في الاقتصاد عام 1976 تحت إشراف جيرارد ديبرو.

## مسيرتها المهنية
بعد حصولها على منصب ما بعد الدكتوراه في جامعة هارفرد، قبلت منصباً آخر في جامعة كولومبيا عام 1977، حيث كانت أستاذة مشاركة، وحصلت على التثبيت الوظيفي هناك عام 1979، وكانت بروفيسورة اليونيسكو في الرياضيات والاقتصاد منذ عام 1995 وحتى عام 2008. حصلت تشتشيلنسكي أيضاً على منصب أستاذة في الاقتصاد لدى جامعة إسكس منذ عام 1980 وحتى عام 1981، وكانت بروفيسورة زائرة في عدد من الجامعات، من ضمنها جامعة ستانفورد عام 2017.
أسست تشتشيلنسكي عام 2010، بالاشتراك مع بيتر آيزنبرغ وإدغار برونفمان جونيور، شركة غوبال تيرموستات Global Thermostat، وهي شركة متخصصة في التجسيل الهوائي المباشر من وحدة تستخرج ثنائي أوكسيد الكربون مباشرة من الهواء.

## أبحاثها
ألفت تشتشيلنسكي أكثر من 17 كتاب وأكثر من 330 ورقة بحث علمي. وتُشتهر بفكرة وتصميم سوق تجارة الانبعاثات بائتمان الكربون المضمن في اتفاقية كيوتو، والتي تندرج تحت القانون الدولي منذ عام 2005. كانت تشتشينلسكي المؤلفة الرئيسية للجنة الدولية للتغيرات المناخية عام 2007، والتي حصلت على جائزة نوبل عام 2007.
وفي نظرية التجارة الدولية، أنشأت تشتشيلنسكي مثالاً عن “مفارقة التحويل”، أي عندما تُحوّل البضائع من متبرع إلى متلقي، سيصبح المتلقي أسوأ فأسوأ، وسيصبح المتبرع أفضل حالاً. وأعطت أمثلة عن احتمال تسبب استراتيجيات التصنيع الموجه بالصادرات (أو النمو الموجه بالصادرات) للدول النامية إلى نتائج سيئة بشكل متناقض، وذلك بسبب ازدياد عوائد الحجم في تقنيات الدول المتطورة.
وفي فرع اقتصاد الرفاه وعن نظرية الخيار الاجتماعي، قدّمت تشتشيلنسكي نموذجاً عن القرارات الجماعية، وطبقت عليها الطوبولوجيا الجبرية. وتبعاً لهذه المبادرات التي قدمتها، تطور الخيار الاجتماعي المستمر ليصبح فرعاً من الفروع الدولية. أجرت تشتشيلنسكي بعض أبحاثها في ثمانينيات وتسعينيات القرن الماضي بالاشتراك مع عالم الاقتصاد الرياضي جوفري إم. هيل، حيث كان زميلاً لها في جامعتي إسكس وكولومبيا.
وعندما سُئلت تشتشيلنسكي عن الآثار طويلة الأمد للتغير المناخي على النشاط الاقتصادي العالمي، أجابت أن الآثار عميقة وشديدة وجائحة، وقد تصل إلى تريليونات الدولارات، بالإضافة إلى خسارة الأملاك بسبب الجفاف والحرائق والكوارث الأخرى كالأعاصير والزوابع، والتي ستصبح بدورها أشد وأكثر وأعنف عندما يصبح الغلافان الجوي والمائي أكثر دفئاً.
وبما أن الدول النامية ستعانى من خسارات أشد من غيرها جراء التغير المناخي، فأوضحت تشتشيلنسكي أن ذلك سيؤدي حتماً إلى حركات ضخمة من الهجرة، أي سيهاجر عشرات –وربما مئات –الملايين من الناس في الدول الفقيرة، والمتأثرة بشدة بنتائج التغير المناخي، إلى دول أخرى غنية. وذلك سيؤدي بدوره إلى تنامي الحركات السياسية المتطرفة في تلك الدول الغنية نتيجة موجات الهجرة تلك. وذلك ما حصل فعلاً نتيجة الحرب السورية، والتي أدت إلى هجرة ضخمة جداً، حيث نزح أكثر من مليون سوري إلى أوروبا. فإحدى الأسباب المؤدية إلى الحرب هي موجة الجفاف غير المسبوق، والتي ضربت سوريا لـ 4 سنوات، وتركت ملايين السكان بلا عمل أو طعام أو أمل، وأجبرتهم على الهجرة للبقاء أحياء. قادت حركات الهجرة الضخمة هذه، وفقاً لـتشتشيلنسكي، إلى التطرف السياسي في كلٍّ من أوروبا والولايات المتحدة. وخروج بريطانيا من الاتحاد الأوروبي هو أكثر العواقب وضوحاً لهذا التطرف، ولكنه ليس المثال الوحيد

## اللجوء إلى التقاضي
في عام 1994، ادعت تشتشيلنسكي على بروفيسورين في علم الاقتصاد، حيث اتهمتهما بسرقة أفكارها. لكنها أسقطت الدعوى القضائية عندما ادعى عليها البروفسوران. وُصفت القصة وراء الخلاف في التقارير الإخبارية المعاصرة بأنها “أمور تافهة، وفقاً للخبراء على الأقل”. في عام 1999 و2000، ادعت تشتشلينسكي على جامعة كولومبيا متهمة إياها بالاضطهاد والتمييز على أساس الهوية الجندرية، بالإضافة إلى عدم المساواة في الأجور، ومحاولات الجامعة إلغاء كرسيها الجامعي. حُلّ الادعاء الأخير عام 2008 وفقاً لشروط غير معلنة. ذكرت صحيفة ذا نيويورك صن حصول تشتشلينسكي على مبلغ قدره 200.000 دولار أميركي. ووقعت تشتشلينسكي على تصريح يفيد بأن معاشها غير تمييزي، وذلك وفقاً لما قاله متحدثٌ من جامعة كولومبيا.